# Plus (gruppo musicale)
Plus (reso graficamente come +Plus) è un gruppo musicale j-pop giapponese formato nel dicembre 2009 sotto contratto con l'etichetta discografica Pony Canyon. Il gruppo unisce nei propri brani elementi della musica hip hop, reggae e R&B.
Hanno pubblicato il loro album di debutto Canvas nel 2010, e sono principalmente conosciuti per aver cantato le sigle di apertura e di chiusura di popolari anime come Fairy Tail ed Tutor Hitman Reborn!.

## Members
Il gruppo è costituito da quattro membri, tutti già conosciuti come attori o membri di altre band. Contemporaneamente alla loro attività nei Plus, ogni membro porta avanti anche la precedente carriera da attore o da cantante solista. I membri sono:
- MOTO (もと?) (Kanagawa, 12 agosto 1985)
- Yoshikazu Kotani (小谷 嘉一?) (Tokyo, 25 marzo 1982)
- Tomoya Nagai (永井 朋弥?) (Aichi, 24 novembre 1986)
- Takeshi Iwamoto (岩元 健?) (Tokyo, 2 luglio 1980)

## Discografia

### Album
- 2010: Canvas キャンバス
- 2012: はじまりの空

### Singoli
- 2009: 日向に咲く夢
- 2009: 雪道
- 2010: 声
- 2010: キャンバス
- 2011: Fiesta (エール)
- 2012: The Starting Sky (はじまりの空 Hajimari no Sora)